# Copa Asiática
La Copa Asiática (en inglés: Asian Cup) es el campeonato de selecciones nacionales de fútbol organizado por la Confederación Asiática de Fútbol (AFC), en el cual participan los países adscritos a la misma.
Desde 1956, la Copa se ha realizado cada 4 años (a excepción de los torneos de 2004 y 2007 que pasaron tres años). El último torneo se celebró en 2024 en Catar, resultando campeona la selección anfitriona de Catar, venciendo en la final a Jordania y consiguiendo así su segundo título consecutivo del área. La edición del 2023 en un principio se iba a jugar en China, pero el gobierno de este país renunció a su organización debido a la política preventiva respecto a la Covid-19. Finalmente dicha edición se celebró en Catar, que ya fue sede del torneo en 1988 y en 2011.
En la edición 2007, el torneo se organizó simultáneamente en cuatro países que fueron Indonesia, Malasia, Tailandia y Vietnam; pero ninguno de ellos logró salir campeón, ni estar entre los cuatro primeros puestos.

Trofeo hasta 2015

## Historial
| Año          | Sede                                | Campeón            | Final Resultado | Subcampeón             | Tercer lugar                  | Resultado                     | Cuarto lugar                  |
| ------------ | ----------------------------------- | ------------------ | --------------- | ---------------------- | ----------------------------- | ----------------------------- | ----------------------------- |
| 1956 Detalle | Hong Kong                           | Corea del Sur (1)  | Liga            | Israel                 | Hong Kong                     | Liga                          | Vietnam del Sur               |
| 1960 Detalle | Corea del Sur                       | Corea del Sur (2)  | Liga            | Israel                 | Taiwán                        | Liga                          | Vietnam del Sur               |
| 1964 Detalle | Israel                              | Israel (1)         | Liga            | India                  | Corea del Sur                 | Liga                          | Hong Kong                     |
| 1968 Detalle | Irán                                | Irán (1)           | Liga            | Burma                  | Israel                        | Liga                          | Taiwán                        |
| 1972 Detalle | Tailandia                           | Irán (2)           | 2:1 (Prórroga)  | Corea del Sur          | Tailandia                     | 2:2 5:3 penales               | Jemer                         |
| 1976 Detalle | Irán                                | Irán (3)           | 1:0             | Kuwait                 | China                         | 1:0                           | Irak                          |
| 1980 Detalle | Kuwait                              | Kuwait (1)         | 3:0             | Corea del Sur          | Irán                          | 3:0                           | Corea del Norte               |
| 1984 Detalle | Singapur                            | Arabia Saudita (1) | 2:0             | China                  | Kuwait                        | 1:1 3:2 penales               | Irán                          |
| 1988 Detalle | Catar                               | Arabia Saudita (2) | 0:0 (4:3 pen.)  | Corea del Sur          | Irán                          | 0:0 3:0 penales               | China                         |
| 1992 Detalle | Japón                               | Japón (1)          | 1:0             | Arabia Saudita         | China                         | 1:1 3:2 penales               | Emiratos Árabes Unidos        |
| 1996 Detalle | Emiratos Árabes Unidos              | Arabia Saudita (3) | 0:0 (4:2 pen.)  | Emiratos Árabes Unidos | Irán                          | 1:1 3:2 penales               | Kuwait                        |
| 2000 Detalle | Líbano                              | Japón (2)          | 1:0             | Arabia Saudita         | Corea del Sur                 | 1:0                           | China                         |
| 2004 Detalle | China                               | Japón (3)          | 3:1             | China                  | Irán                          | 4:2                           | Baréin                        |
| 2007 Detalle | Indonesia Malasia Tailandia Vietnam | Irak (1)           | 1:0             | Arabia Saudita         | Corea del Sur                 | 0:0 6:5 penales               | Japón                         |
| 2011 Detalle | Catar                               | Japón (4)          | 1:0 (Prórroga)  | Australia              | Corea del Sur                 | 3:2                           | Uzbekistán                    |
| 2015 Detalle | Australia                           | Australia (1)      | 2:1 (Prórroga)  | Corea del Sur          | Emiratos Árabes Unidos        | 3:2                           | Irak                          |
| 2019 Detalle | Emiratos Árabes Unidos              | Catar (1)          | 3:1             | Japón                  | Irán y Emiratos Árabes Unidos | Irán y Emiratos Árabes Unidos | Irán y Emiratos Árabes Unidos |
| 2023 Detalle | Catar                               | Catar (2)          | 3:1             | Jordania               | Irán y Corea del Sur          | Irán y Corea del Sur          | Irán y Corea del Sur          |
| 2027 Detalle | Arabia Saudita                      |                    |                 |                        |                               |                               |                               |

## Palmarés
En la siguiente tabla se encuentran los equipos que han estado entre los cuatro mejores de alguna edición del torneo.
 En cursiva se indica el torneo en el que el seleccionado fue local.
| Equipo                 | Campeón                    | Subcampeón                 | Tercer lugar                           | Cuarto lugar   |
| ---------------------- | -------------------------- | -------------------------- | -------------------------------------- | -------------- |
| Japón                  | 4 (1992, 2000, 2004, 2011) | 1 (2019)                   |                                        | 1 (2007)       |
| Arabia Saudita         | 3 (1984, 1988, 1996)       | 3 (1992, 2000, 2007)       |                                        |                |
| Irán                   | 3 (1968, 1972, 1976)       |                            | 6 (1980, 1988, 1996, 2004, 2019, 2023) | 1 (1984)       |
| Corea del Sur          | 2 (1956, 1960)             | 4 (1972, 1980, 1988, 2015) | 5 (1964, 2000, 2007, 2011, 2023)       |                |
| Catar                  | 2 (2019, 2023)             |                            |                                        |                |
| Israel                 | 1 (1964)                   | 2 (1956, 1960)             | 1 (1968)                               |                |
| Kuwait                 | 1 (1980)                   | 1 (1976)                   | 1 (1984)                               | 1 (1996)       |
| Australia              | 1 (2015)                   | 1 (2011)                   |                                        |                |
| Irak                   | 1 (2007)                   |                            |                                        | 2 (1976, 2015) |
| China                  |                            | 2 (1984, 2004)             | 2 (1976, 1992)                         | 2 (1988, 2000) |
| Emiratos Árabes Unidos |                            | 1 (1996)                   | 2 (2015, 2019)                         | 1 (1992)       |
| Birmania               |                            | 1 (1968)                   |                                        |                |
| India                  |                            | 1 (1964)                   |                                        |                |
| Jordania               |                            | 1 (2023)                   |                                        |                |
| China Taipéi           |                            |                            | 1 (1960)                               | 1 (1968)       |
| Hong Kong              |                            |                            | 1 (1956)                               | 1 (1964)       |
| Tailandia              |                            |                            | 1 (1972)                               |                |
| Vietnam del Sur        |                            |                            |                                        | 2 (1956, 1960) |
| Baréin                 |                            |                            |                                        | 1 (2004)       |
| Camboya                |                            |                            |                                        | 1 (1972)       |
| Corea del Norte        |                            |                            |                                        | 1 (1980)       |
| Uzbekistán             |                            |                            |                                        | 1 (2011)       |

## Tabla histórica

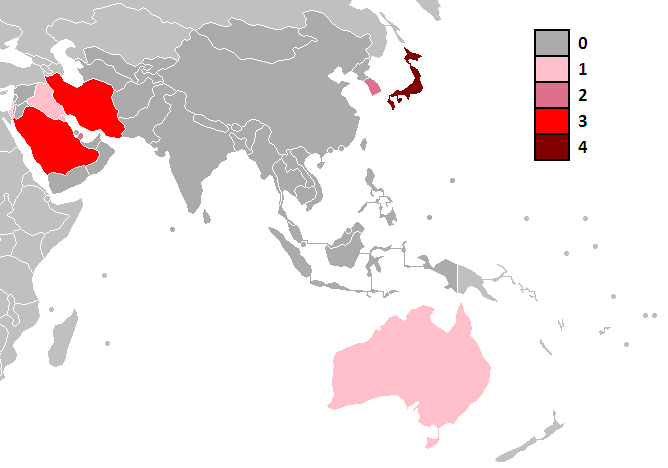
Campeones del trofeo de la Copa de Asia

Mapa de resultados por país.

- Actualizado hasta la Copa Asiática 2023

| Pos. | Seleccionado           | Pts | Part. | PJ | PG | PE | PP | GF  | GC | Dif | Campeón                  |
| ---- | ---------------------- | --- | ----- | -- | -- | -- | -- | --- | -- | --- | ------------------------ |
| 1    | Irán                   | 155 | 15    | 74 | 45 | 20 | 9  | 143 | 55 | 88  | (1968, 1972, 1976)       |
| 2    | Corea del Sur          | 135 | 15    | 74 | 38 | 19 | 16 | 117 | 74 | 43  | (1956, 1960)             |
| 3    | Japón                  | 114 | 10    | 53 | 34 | 12 | 7  | 104 | 52 | 52  | (1992, 2000, 2004, 2011) |
| 4    | Arabia Saudita         | 84  | 11    | 52 | 23 | 15 | 14 | 74  | 50 | 24  | (1984, 1988, 1996)       |
| 5    | China                  | 84  | 13    | 59 | 23 | 15 | 21 | 88  | 66 | 22  |                          |
| 6    | Catar                  | 69  | 11    | 46 | 19 | 12 | 15 | 66  | 52 | 14  | (2019, 2023)             |
| 7    | Irak                   | 62  | 10    | 43 | 18 | 8  | 17 | 54  | 52 | 2   | (2007)                   |
| 8    | Emiratos Árabes Unidos | 60  | 11    | 46 | 16 | 12 | 18 | 46  | 61 | –15 |                          |
| 9    | Kuwait                 | 55  | 10    | 42 | 15 | 10 | 17 | 47  | 51 | –4  | (1980)                   |
| 10   | Uzbekistán             | 52  | 8     | 33 | 15 | 7  | 11 | 50  | 51 | –1  |                          |
| 11   | Australia              | 50  | 5     | 26 | 15 | 5  | 6  | 49  | 17 | 32  | (2015)                   |
| 12   | Jordania               | 37  | 5     | 22 | 10 | 7  | 5  | 30  | 18 | 12  |                          |
| 13   | Siria                  | 29  | 7     | 25 | 8  | 5  | 12 | 19  | 30 | –11 |                          |
| 14   | Israel                 | 27  | 4     | 13 | 9  | 0  | 4  | 28  | 15 | 13  | (1964)                   |
| 15   | Baréin                 | 27  | 7     | 27 | 7  | 6  | 14 | 33  | 44 | –11 |                          |
| 16   | Tailandia              | 20  | 8     | 28 | 3  | 11 | 14 | 22  | 54 | –32 |                          |
| 17   | Omán                   | 14  | 5     | 16 | 3  | 5  | 8  | 12  | 20 | –8  |                          |
| 18   | Indonesia              | 11  | 5     | 16 | 3  | 2  | 11 | 13  | 38 | –25 |                          |
| 19   | Corea del Norte        | 11  | 5     | 18 | 3  | 2  | 13 | 15  | 40 | –25 |                          |
| 20   | India                  | 10  | 5     | 16 | 3  | 1  | 12 | 12  | 33 | –21 |                          |
| 21   | Vietnam                | 9   | 5     | 18 | 2  | 3  | 13 | 15  | 43 | –28 |                          |
| 22   | Myanmar                | 7   | 1     | 4  | 2  | 1  | 1  | 5   | 4  | 1   |                          |
| 23   | Malasia                | 7   | 4     | 12 | 1  | 4  | 7  | 10  | 28 | –18 |                          |
| 24   | Líbano                 | 6   | 3     | 9  | 1  | 3  | 5  | 8   | 17 | –9  |                          |
| 25   | Palestina              | 6   | 3     | 10 | 1  | 3  | 6  | 7   | 21 | –14 |                          |
| 26   | Tayikistán             | 5   | 1     | 5  | 1  | 2  | 2  | 5   | 6  | –1  |                          |
| 27   | China Taipéi           | 5   | 2     | 7  | 1  | 2  | 4  | 5   | 12 | –7  |                          |
| 28   | Singapur               | 4   | 1     | 4  | 1  | 1  | 2  | 3   | 4  | –1  |                          |
| 29   | Camboya                | 4   | 1     | 5  | 1  | 1  | 3  | 8   | 10 | –2  |                          |
| 30   | Kirguistán             | 4   | 2     | 7  | 1  | 1  | 5  | 7   | 12 | –5  |                          |
| 31   | Hong Kong              | 3   | 4     | 13 | 0  | 3  | 10 | 10  | 30 | –20 |                          |
| 32   | Turkmenistán           | 1   | 2     | 6  | 0  | 1  | 5  | 7   | 16 | –9  |                          |
| 33   | Filipinas              | 0   | 1     | 3  | 0  | 0  | 3  | 1   | 7  | –6  |                          |
| 34   | Yemen del Sur          | 0   | 1     | 2  | 0  | 0  | 2  | 0   | 9  | –9  |                          |
| 35   | Yemen                  | 0   | 1     | 3  | 0  | 0  | 3  | 0   | 10 | –10 |                          |
| 36   | Bangladés              | 0   | 1     | 4  | 0  | 0  | 4  | 2   | 17 | –15 |                          |

Los únicos equipos que aún no se han podido clasificar son:  Afganistán,  Bután,  Maldivas,  Nepal,  Pakistán,  Sri Lanka,  Guam,  Macao,  Mongolia,  Islas Marianas del Norte,  Brunéi,  Laos,  Timor Oriental

## Cuadro de participaciones
| Selección              | 1956 | 1960 | 1964 | 1968 | 1972 | 1976 | 1980 | 1984 | 1988 | 1992 | 1996 | 2000 | 2004 | 2007 | 2011 | 2015 | 2019 | 2023 | 2027 | Part. |
| ---------------------- | ---- | ---- | ---- | ---- | ---- | ---- | ---- | ---- | ---- | ---- | ---- | ---- | ---- | ---- | ---- | ---- | ---- | ---- | ---- | ----- |
| Arabia Saudita         |      |      |      |      |      | --   | --   | 1º   | 1º   | 2º   | 1º   | 2º   | FG   | 2º   | FG   | FG   | OF   | OF   | C    | 12    |
| Australia              |      |      |      |      |      |      |      |      |      |      |      |      |      | CF   | 2º   | 1º   | CF   | CF   | C    | 6     |
| Bangladés              |      |      |      |      |      |      | FG   | --   | --   | --   | --   | --   | --   | --   | --   | --   | --   | --   | --   | 1     |
| Baréin                 |      |      |      |      | --   | --   | --   | --   | FG   | --   | --   | --   | 4º   | FG   | FG   | FG   | OF   | OF   | --   | 7     |
| Camboya                | --   | --   | --   | --   | 4º   | --   | --   | --   | --   | --   | --   | --   | --   | --   | --   | --   | --   | --   | --   | 1     |
| Catar                  |      |      |      |      |      | --   | FG   | FG   | FG   | FG   | --   | CF   | FG   | FG   | CF   | FG   | 1º   | 1º   | C    | 12    |
| China                  |      |      |      |      |      | 3º   | FG   | 2º   | 4º   | 3º   | CF   | 4º   | 2º   | FG   | FG   | CF   | CF   | FG   | --   | 13    |
| China Taipéi           | --   | 3º   | --   | 4º   | --   |      |      |      |      | --   | --   | --   | --   | --   | --   | --   | --   | --   | --   | 2     |
| Corea del Norte        |      |      |      |      |      | --   | 4º   | --   | --   | FG   | --   | --   | --   | --   | FG   | FG   | FG   | --   | --   | 5     |
| Corea del Sur          | 1º   | 1º   | 3º   | --   | 2º   | --   | 2º   | FG   | 2º   | --   | CF   | 3º   | CF   | 3º   | 3º   | 2º   | CF   | SF   | --   | 15    |
| Emiratos Árabes Unidos |      |      |      |      |      |      | FG   | FG   | FG   | 4º   | 2º   | --   | FG   | FG   | FG   | 3º   | SF   | OF   | C    | 12    |
| Filipinas              | --   | --   | --   | --   | --   | --   | --   | --   | --   | --   | --   | --   | --   | --   | --   | --   | FG   | --   | --   | 1     |
| Hong Kong              | 3º   | --   | 4º   | 5.º  | --   | --   | --   | --   | --   | --   | --   | --   | --   | --   | --   | --   | --   | FG   | --   | 4     |
| India                  |      | --   | 2º   | --   | --   | --   | --   | FG   | --   | --   | --   | --   | --   | --   | FG   | --   | FG   | FG   | --   | 5     |
| Indonesia              |      |      |      | --   | --   | --   | --   | --   | --   | --   | FG   | FG   | FG   | FG   | --   | --   |      | OF   | --   | 5     |
| Irak                   |      |      |      |      | FG   | 4º   | --   | --   | --   | --   | CF   | CF   | CF   | 1º   | CF   | 4º   | OF   | OF   | C    | 11    |
| Irán                   |      | --   | --   | 1º   | 1º   | 1º   | 3º   | 4º   | 3º   | FG   | 3º   | CF   | 3º   | CF   | CF   | CF   | SF   | SF   | C    | 16    |
| Israel                 | 2º   | 2º   | 1º   | 3º   |      |      |      |      |      |      |      |      |      |      |      |      |      |      |      | 4     |
| Japón                  |      |      |      | --   | --   | --   | --   | --   | FG   | 1º   | CF   | 1º   | 1º   | 4º   | 1º   | CF   | 2º   | CF   | --   | 10    |
| Jordania               |      |      |      |      | --   | --   | --   | --   | --   | --   | --   | --   | CF   | --   | CF   | FG   | OF   | 2º   | --   | 5     |
| Kirguistán             |      |      |      |      |      |      |      |      |      |      | --   | --   | --   | --   | --   | --   | OF   | FG   | --   | 2     |
| Kuwait                 |      |      |      |      | FG   | 2º   | 1º   | 3º   | FG   | --   | 4º   | CF   | FG   | --   | FG   | FG   |      | --   | --   | 10    |
| Líbano                 |      |      |      |      | --   | --   | --   | --   | --   | --   | --   | FG   | --   | --   | --   | --   | FG   | FG   | --   | 3     |
| Malasia                | --   | --   | --   | --   | --   | FG   | FG   | --   | --   | --   | --   | --   | --   | FG   | --   | --   | --   | FG   | --   | 4     |
| Myanmar                |      |      |      | 2º   | --   | --   | --   | --   | --   | --   | --   | --   | --   | --   | --   | --   | --   | --   | --   | 1     |
| Omán                   |      |      |      |      |      |      |      | --   | --   | --   | --   | --   | FG   | FG   | --   | FG   | OF   | FG   | --   | 5     |
| Palestina              |      |      |      |      |      |      |      |      |      |      |      | --   | --   | --   | --   | FG   | FG   | OF   | --   | 3     |
| Singapur               |      | --   | --   | --   | --   | --   | --   | FG   | --   | --   | --   | --   | --   | --   | --   | --   | --   | --   | --   | 1     |
| Siria                  |      |      |      |      | --   | --   | FG   | FG   | FG   | --   | FG   | --   | --   | --   | FG   | --   | FG   | OF   | --   | 7     |
| Tailandia              |      |      |      | --   | 3º   | --   | --   | --   | --   | FG   | FG   | FG   | FG   | FG   | --   | --   | OF   | OF   | --   | 8     |
| Tayikistán             |      |      |      |      |      |      |      |      |      |      | --   | --   | --   | --   | --   | --   | --   | CF   | --   | 1     |
| Turkmenistán           |      |      |      |      |      |      |      |      |      |      | --   | --   | FG   | --   | --   | --   | FG   | --   | --   | 2     |
| Uzbekistán             |      |      |      |      |      |      |      |      |      |      | FG   | FG   | CF   | CF   | 4º   | CF   | OF   | CF   | C    | 9     |
| Vietnam                |      |      |      |      |      |      |      |      |      |      | --   | --   | --   | CF   | --   | --   | CF   | FG   | --   | 3     |
| Vietnam del Sur        | 4º   | 4º   | --   | --   | --   | --   |      |      |      |      |      |      |      |      |      |      |      |      |      | 2     |
| Yemen                  |      |      |      |      |      |      |      | --   | --   |      | --   | --   | --   | --   | --   | --   | FG   | --   | --   | 1     |
| Yemen del Sur          |      |      |      |      |      | FG   | --   | --   | --   |      |      |      |      |      |      |      |      |      |      | 1     |
| Total                  | 4    | 4    | 4    | 5    | 6    | 6    | 10   | 10   | 10   | 8    | 12   | 12   | 16   | 16   | 16   | 16   | 24   | 24   | 7    | 210   |

| 1º | Campeón               |
| 2º | Subcampeón            |
| 3º | Tercer lugar          |
| 4º | Cuarto lugar          |
| SF | Semifinales           |
| CF | Cuartos de final      |
| OF | Octavos de final      |
| FG | Fase de grupos        |
| C  | Clasificado           |
|    | Anfitrión(es)         |
| -- | Eliminatorias previas |

## Goleadores

### Goleadores por edición
| Torneo | Jugador                                             | Goles |
| ------ | --------------------------------------------------- | ----- |
| 1956   | Nahum Stelmach                                      | 4     |
| 1960   | Cho Yoon-ok                                         | 4     |
| 1964   | Inder Singh Mordechai Spiegler                      | 2     |
| 1968   | Homayoun Behzadi Giora Spiegel Moshe Romano         | 4     |
| 1972   | Hossein Kalani                                      | 5     |
| 1976   | Nasser Nouraei Gholam Hossein Mazloomi Fathi Kameel | 3     |
| 1980   | Behtash Fariba Choi Soon-ho                         | 7     |
| 1984   | Jia Xiuquan Nasser Mohammadkhani Shahrokh Bayani    | 3     |
| 1988   | Lee Tae-ho                                          | 3     |
| 1992   | Fahad Al-Bishi                                      | 3     |
| 1996   | Ali Daei                                            | 8     |
| 2000   | Lee Dong-gook                                       | 6     |
| 2004   | A'ala Hubail Ali Karimi                             | 5     |
| 2007   | Younis Mahmoud Naohiro Takahara Yasser Al-Qahtani   | 4     |
| 2011   | Koo Ja-cheol                                        | 5     |
| 2015   | Ali Mabkhout                                        | 5     |
| 2019   | Almoez Ali                                          | 9     |
| 2023   | Akram Afif                                          | 8     |

### Goleadores históricos
| Pos. | Jugador            | Selección          | Goles | Partidos | Prom. | Goles por edición                      |
| ---- | ------------------ | ------------------ | ----- | -------- | ----- | -------------------------------------- |
| 1º   | Ali Daei           | Irán               | 14    | 16       | 0.88  | 1996 (8), 2000 (3), 2004 (3)           |
| 2º   | Almoez Ali         | Catar              | 11    | 13       | 0.85  | 2019 (9), 2023 (2)                     |
| 3º   | Lee Dong-gook      | Corea del Sur      | 10    | 15       | 0.67  | 2000 (6), 2004 (4), 2007 (0)           |
| 4º   | Naohiro Takahara   | Japón              | 9     | 11       | 0.82  | 2000 (5), 2007 (4)                     |
| =    | Ali Mabkhout       | Emiratos Árabes U. | 9     | 12       | 0.75  | 2015 (5), 2019 (4)                     |
| =    | Akram Afif         | Catar              | 9     | 14       | 0.64  | 2019 (1), 2023 (8)                     |
| 7º   | Jassem Al-Houwaidi | Kuwait             | 8     | 10       | 0.80  | 1996 (6), 2000 (2)                     |
| =    | Sardar Azmoun      | Irán               | 8     | 15       | 0.53  | 2015 (2), 2019 (4), 2023 (2)           |
| =    | Younis Mahmoud     | Irak               | 8     | 20       | 0.40  | 2004 (1), 2007 (4), 2011 (1), 2015 (2) |
| 10º  | Behtash Fariba     | Irán               | 7     |          |       | 1980 (7)                               |
| =    | Choi Soon-ho       | Corea del Sur      | 7     |          |       | 1980 (7)                               |
| =    | Hossein Kalani     | Irán               | 7     |          |       | 1968 (2), 1972 (5)                     |
| =    | Faisal Al-Dakhil   | Kuwait             | 7     |          |       | 1976 (1), 1980 (5), 1984 (1)           |
| =    | Son Heung-min      | Corea del Sur      | 7     | 18       | 0.39  | 2011 (1), 2015 (3), 2019 (0), 2023 (3) |
|      | Aymen Hussein      | Irak               | 6     | 4        | 1.50  | 2023 (6)                               |
|      | Mehdi Taremi       | Irán               | 6     | 10       | 0.60  | 2019 (3), 2023 (3)                     |

### Mayores goleadas
| Ganador                    | Resultado | Perdedor        | Edición              |
| -------------------------- | --------- | --------------- | -------------------- |
| Irán                       | 8 - 0     | Yemen del Sur   | Irán 1976            |
| Japón                      | 8 - 1     | Uzbekistán      | Líbano 2000          |
| Irán                       | 7 - 0     | Bangladés       | Kuwait 1980          |
| Australia                  | 6 - 0     | Uzbekistán      | Catar 2011           |
| Arabia Saudita             | 6 - 0     | Tailandia       | UAE 1996             |
| República Popular de China | 6 - 0     | Bangladés       | Kuwait 1980          |
| Catar                      | 6 - 0     | Corea del Norte | Emiratos Árabes 2019 |
| Israel                     | 6 - 1     | Hong Kong       | Irán 1968            |

## Entrenadores campeones
| Año  | Seleccionador           | Selección      |
| ---- | ----------------------- | -------------- |
| 1956 | Lee Yoo-hyung           | Corea del Sur  |
| 1960 | Wui Hye-deok            | Corea del Sur  |
| 1964 | Yosef Merimovich        | Israel         |
| 1968 | Mahmoud Bayati          | Irán           |
| 1972 | Mohammad Ranjbar        | Irán           |
| 1976 | Heshmat Mohajerani      | Irán           |
| 1980 | Carlos Alberto Parreira | Kuwait         |
| 1984 | Khalil Al-Zayani        | Arabia Saudita |
| 1988 | Carlos Alberto Parreira | Arabia Saudita |
| 1992 | Hans Ooft               | Japón          |
| 1996 | Nelo Vingada            | Arabia Saudita |
| 2000 | Philippe Troussier      | Japón          |
| 2004 | Zico                    | Japón          |
| 2007 | Jorvan Vieira           | Irak           |
| 2011 | Alberto Zaccheroni      | Japón          |
| 2015 | Ange Postecoglou        | Australia      |
| 2019 | Félix Sánchez Bas       | Catar          |
| 2023 | Tintín Márquez          | Catar          |

## Premios

### Mejor jugador
| Torneo | Jugador           |
| ------ | ----------------- |
| 1984   | Jia Xiuquan       |
| 1988   | Kim Joo-Sung      |
| 1992   | Kazuyoshi Miura   |
| 1996   | Khodadad Azizi    |
| 2000   | Hiroshi Nanami    |
| 2004   | Shunsuke Nakamura |
| 2007   | Younis Mahmoud    |
| 2011   | Keisuke Honda     |
| 2015   | Massimo Luongo    |
| 2019   | Almoez Ali        |
| 2023   | Akram Afif        |

### Premio al juego limpio
| Torneo | Equipo         |
| ------ | -------------- |
| 1996   | Irán           |
| 2000   | Arabia Saudita |
| 2004   | China          |
| 2007   | Japón          |
| 2011   | Corea del Sur  |
| 2015   | Australia      |
| 2019   | Japón          |
| 2023   | Catar          |